# Алтенбух
Алтенбух (њем. Altenbuch) општина је у њемачкој савезној држави Баварска. Једно је од 32 општинска средишта округа Милтенберг. Према процјени из 2010. у општини је живјело 1.277 становника. Посједује регионалну шифру (AGS) 9676111.

## Географија
Алтенбух се налази у савезној држави Баварска у округу Милтенберг. Општина се налази на надморској висини од 250 метара. Површина општине износи 37,7 km².

## Становништво
У самом мјесту је, према процјени из 2010. године, живјело 1.277 становника. Просјечна густина становништва износи 34 становника/km².